# 스폰서 (드라마)
《스폰서》는 2022년 2월 23일부터 2022년 4월 6일까지 방송되었던 IHQ DRAMA 개국 특집 드라마, MBN 수목 드라마였다.

## 프로그램 소개
성공, 복수, 아이, 사랑 등 각기 다른 욕망을 향해 폭주기관차처럼 달려가는 네 남녀의 본격 치정 로맨스 드라마

## 제작진

### 극본
- 한희정 : MBC 아침 드라마 《역류》 (공동 집필), 빅토리 콘텐츠 연합뉴스 작가 공모 당선 작가
- 이주희 : MBC every 1 《와인따는 악마씨》(집필), SBS 아침 드라마 《물병자리》(공동 집필), OBS 《7년 후애(愛)》(공동 집필), Olive 《고양이띠 요리사》(집필) 집필

### 연출
- 이철 : OCN 《신의 퀴즈》(공동 연출), OCN 《신의 퀴즈 2》(공동 연출), OCN 《신의 퀴즈 3》(공동 연출), OCN 《신의 퀴즈 4》(공동 연출), OCN 《신의 퀴즈: 리부트》(공동 연출) 연출

## 출연진

### 주요 인물
- 한채영 : 한채린 (여, 40세) 역 - 하라뷰티 CEO

"중요한 건 돈과 능력이야, 남자는 그 다음에 내가 직접 고르면 돼. 선우의 아내
뛰어난 능력과 불타는 욕망을 지닌 아름다운 여신 같은 여자.
- 구자성 : 현승훈 (남, 30세) 역 - "한채린 그 여자를 잡고 싶어, 그게 우리 모두의 꿈을 이루는 길이야..."

모델지망생, 다솜의전 남편. 진영의 아버지.
- 이지훈 : 이선우 (남, 40세) 역 - 패션잡지 포토에디터

"아버지의 억울한 사고와 빼앗긴 회사, 진실을 반드시 찾고 말겠어. 기다려.. 한채린!" 채린의 남편
따뜻한 봄날과도 같은 따뜻함을 지닌 남자. 죽은 지나의 첫사랑.
- 지이수 : 박다솜 (여, 28세) 역 - 배우

"내 아들만 살릴 수 있다면 무슨 짓이라도 할 수 있어."
승훈의 전아내, 진영의 어머니.

### 주변 인물
- 박근형 : 박회장 (남, 70대) 역 - 그룹회장

데이빗 박의 아버지이자 기업사냥꾼, 주아의 전 시아버지.
- 김정태 : 데이빗 박 (남, 40세) 역 - 사진작가, 박회장의 아들. 주아의 전남편.
- 이나라 : 지나 (여, 40세) 역 - * 죽음 선우의 첫사랑 (1회 ~ 7회)
- 이윤미 : 주아 (여, 41세) 역 - 셀럽샵 운영

데이빗 박의 전처, 채린의 친구. 박회장의 전 며느리.
- 김강현 : 김강현 (남, 30대) 역 - 흥신소 운영

흥신소를 운영하는 승훈의 선배
- 서우진 : 현진영 (남, 6세) 역 - 이혼한 승훈과 다솜의 아들
- 정민규 : 한유민 (남, 32세) 역 - 채린의 남동생 다혜의 연인
- 김희정 : 박다혜 (여, 26세) 역 - 다솜의 여동생, 진영의 이모. 승훈의 처제. 유민의 연인
- 김윤서 : 현승지 (여, 32세) 역 - 승훈의 누나, 진영의 고모. 다솜의 손 윗동서.
- 미상 : 이영석 역 - 선우의 아버지
- 미상 : 간병인 역
- 이루 : 마이클 역
- 김로사 : 마담 역
- 미상 : 김 의원 역
- 김한준 : 닥터 오 역 - 정신과 의사

### 특별출연
- 주영훈 : 런웨이 옴므파탈 심사위원 역
- 양혜진 : 지나의 새 간병인 역
- 박준금 : 이춘자 역 - 사기꾼

## 시청률
최저 시청률과 최고 시청률은 시청률 조사회사와 지역별로 시청률에 차이가 있을 수 있습니다.
| 2022년 | 2022년   | 2022년            |
| 회차   | 방송일   | AGB 시청률 (전국) |
| ------ | -------- | ----------------- |
| 제1회  | 2월 23일 | 1.166%            |
| 제2회  | 2월 24일 | 1.369%            |
| 제3회  | 3월 2일  | 1.136%            |
| 제4회  | 3월 3일  | 1.151%            |
| 제5회  | 3월 10일 | 1.271%            |
| 제6회  | 3월 16일 | 0.934%            |
| 제7회  | 3월 17일 | 0.857%            |
| 제8회  | 3월 23일 | 0.541%            |
| 제9회  | 3월 24일 | 1.215%            |
| 제10회 | 3월 30일 | 0.469%            |
| 제11회 | 3월 31일 | 0.928%            |
| 제12회 | 4월 6일  | 0.931%            |

## 결방 및 편성변경
- 2022년 3월 9일 : 대한민국 제20대 대통령 선거 개표방송으로 인해 결방.

## 참고 사항
- 극중 주아 역을 맡은 이윤미는 크리미널 마인드 이후 5년만에 복귀하는 작품이기도 하다.
- 작곡가 주영훈은 아내 이윤미를 응원하기 위해 특별출연 하였다.

## OST
- Part.1 클랑 (KLANG) - Pray (2022.02.23 발매)
- Part.2 휘성 (Realslow) - FANTASY (2022.03.02 발매)
- Part.3 Frankie Summer - 그림자 (2022.03.09 발매)